# Eugen Emil Arthur Kulenkamp

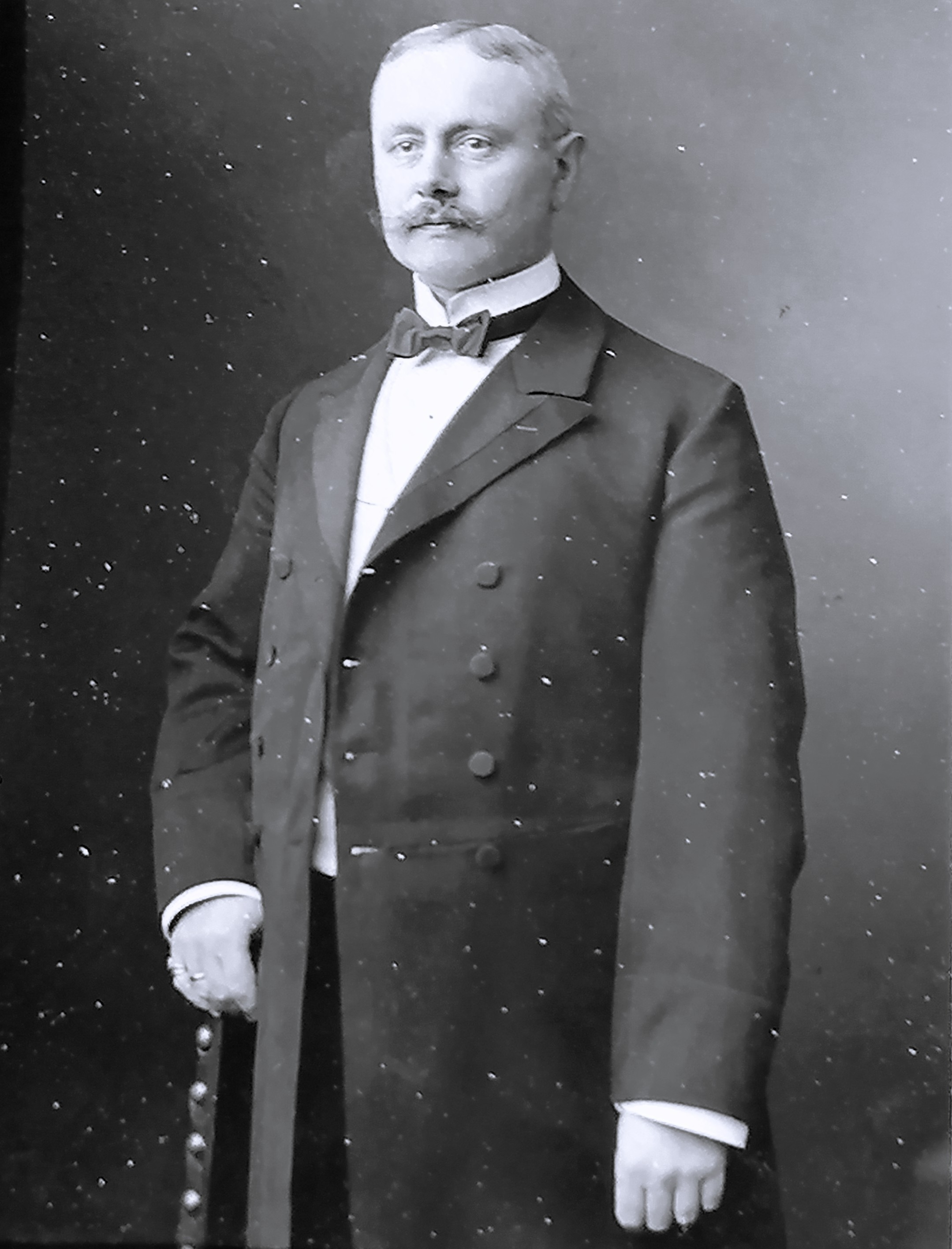
Erwählter Senator Kulenkamp (1903)

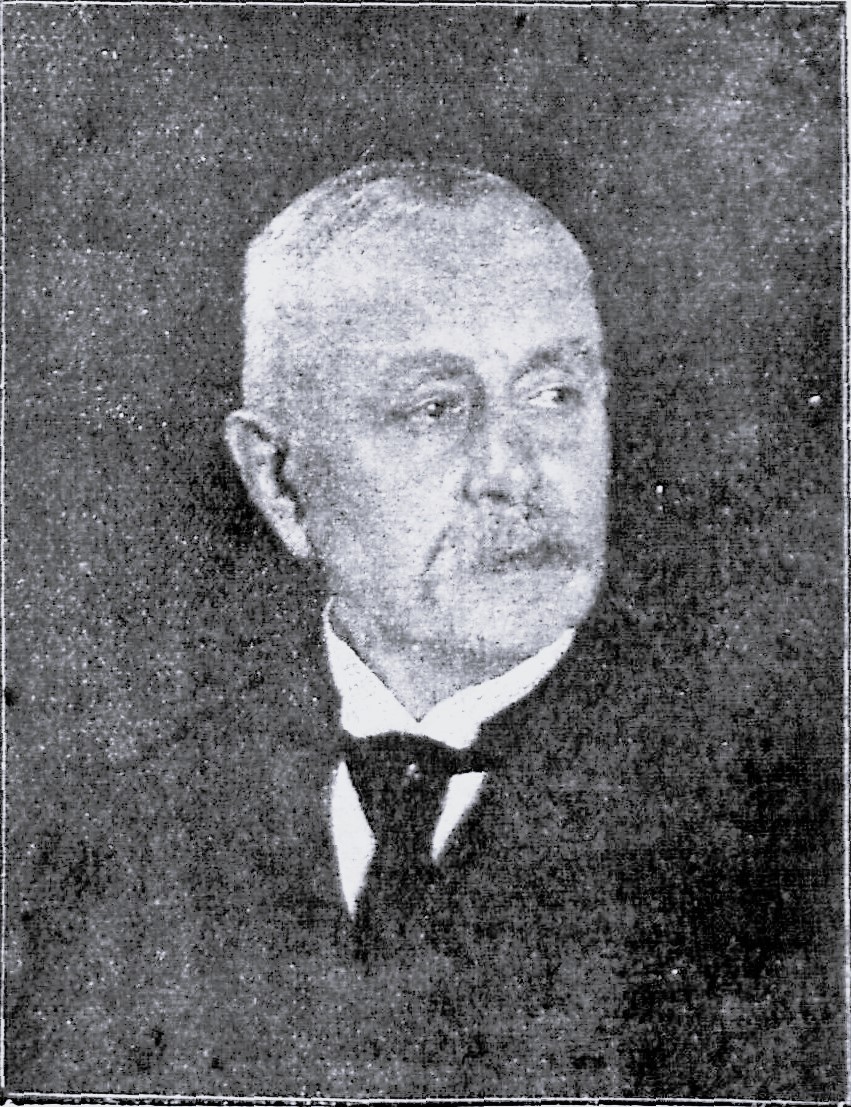
Senator Arthur Kulenkamp in späteren Jahren

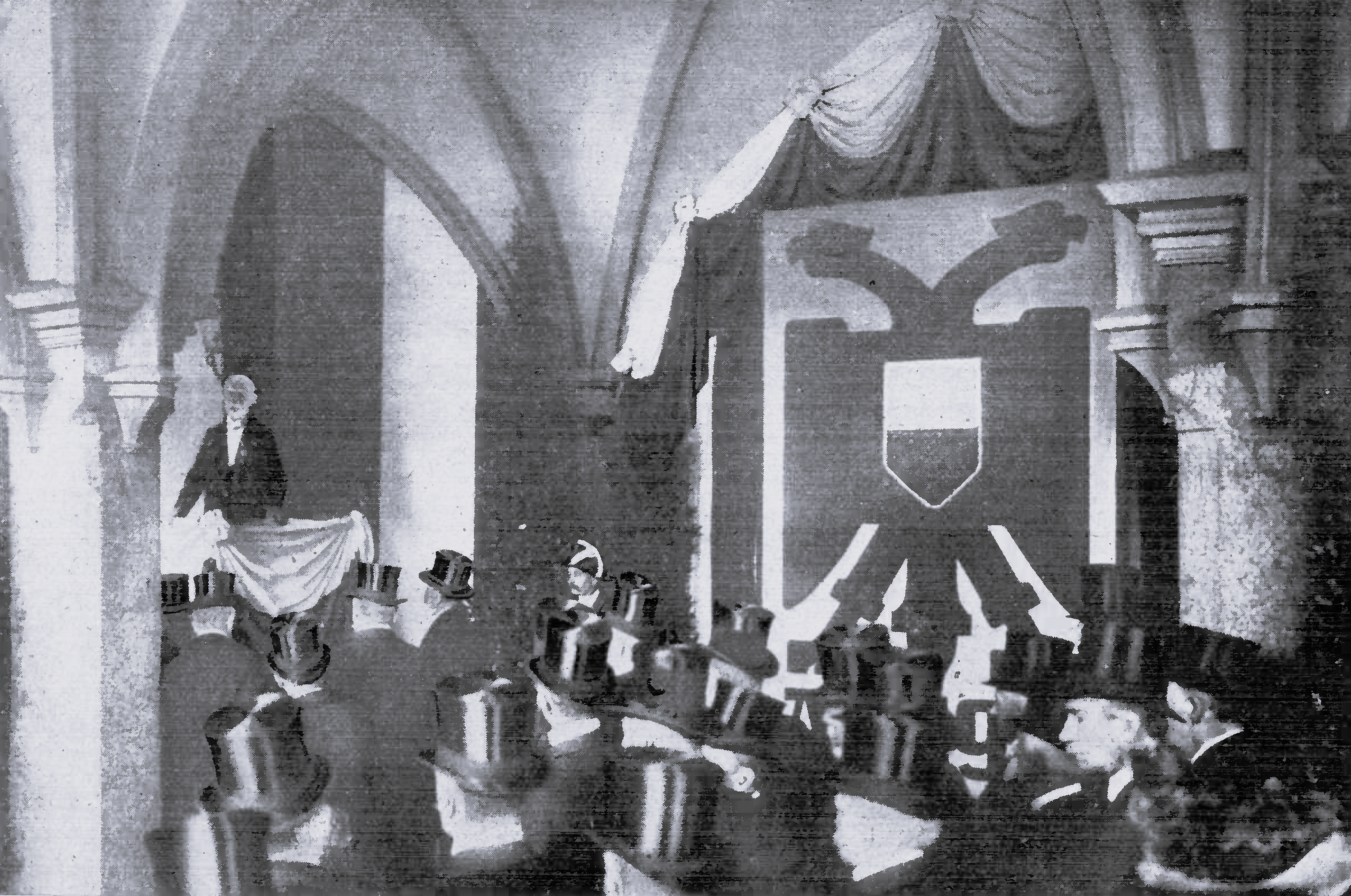
Nagelung eines lübischen Adlers

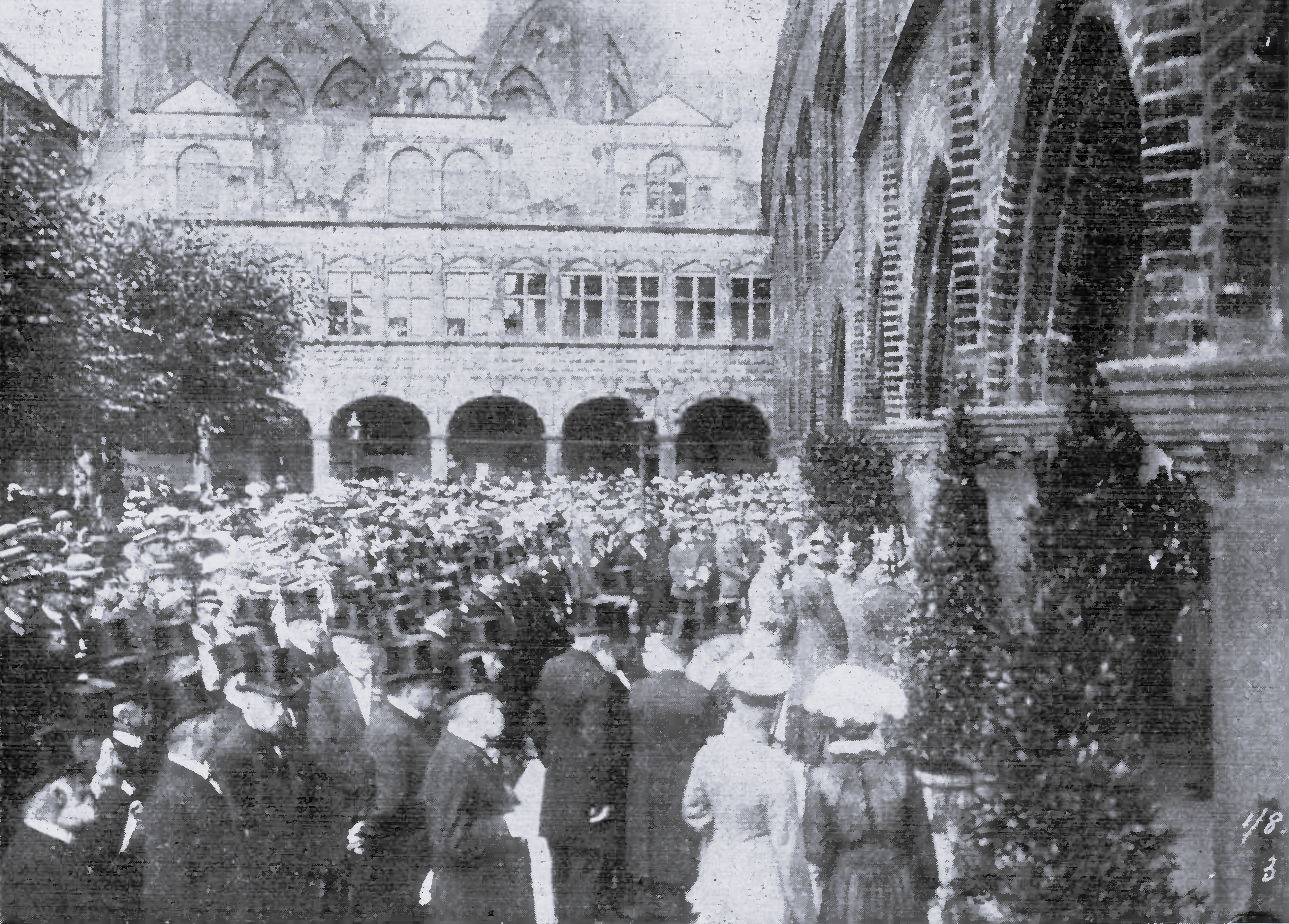
Feier der Nagelung

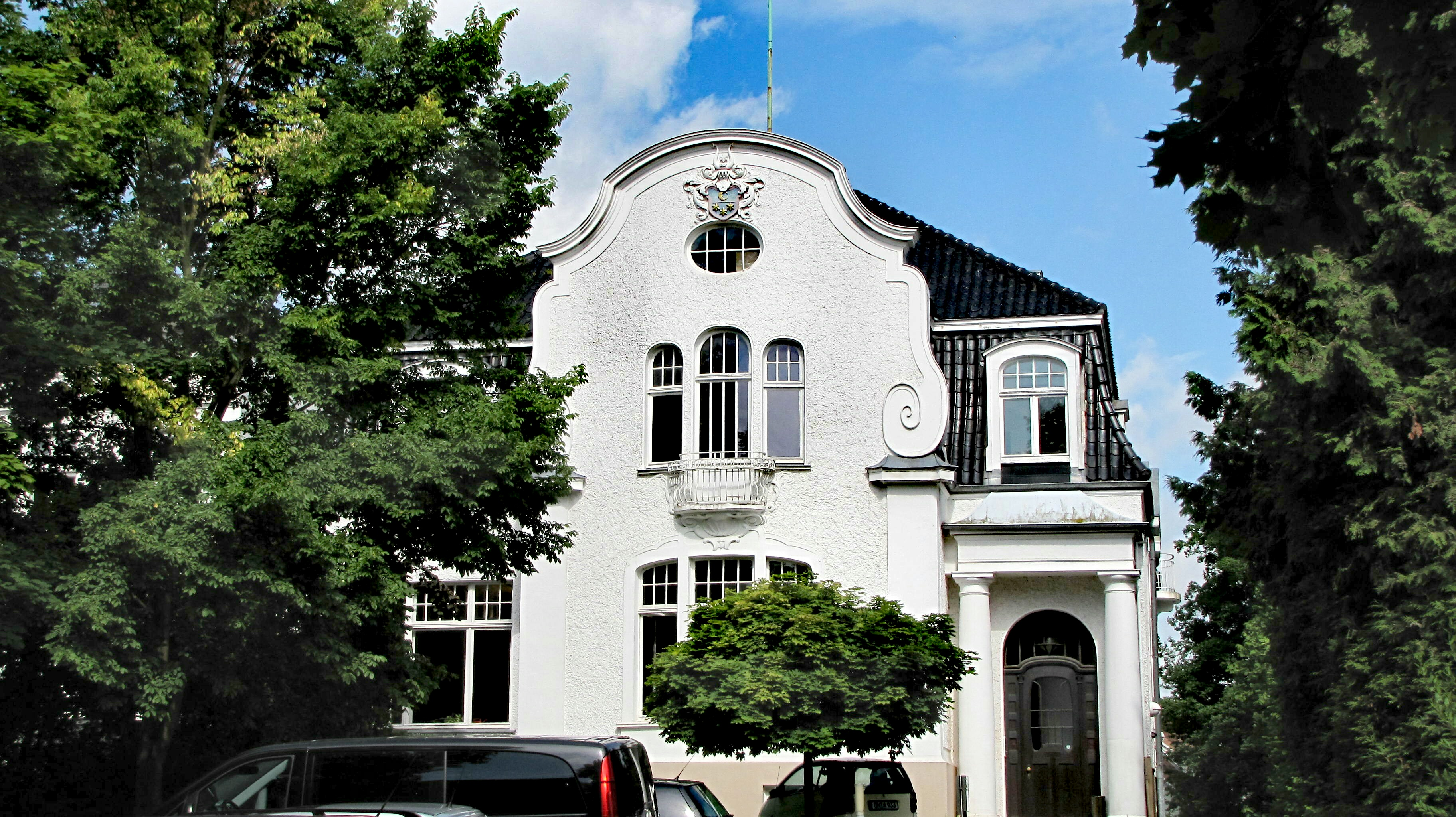
Wohnhaus Eschenburgstraße 7

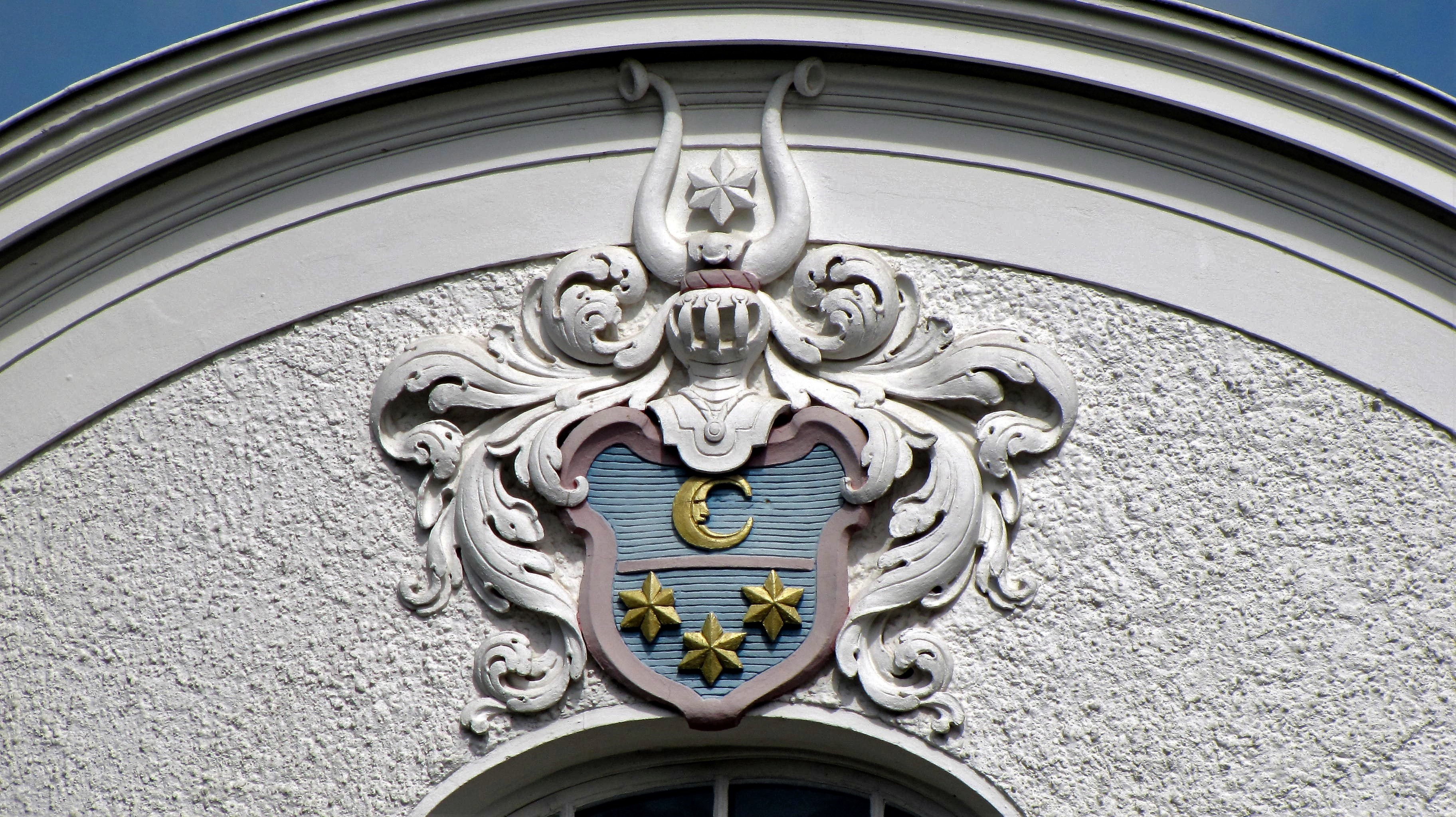
Kulenkampsches Familienwappen am Giebel

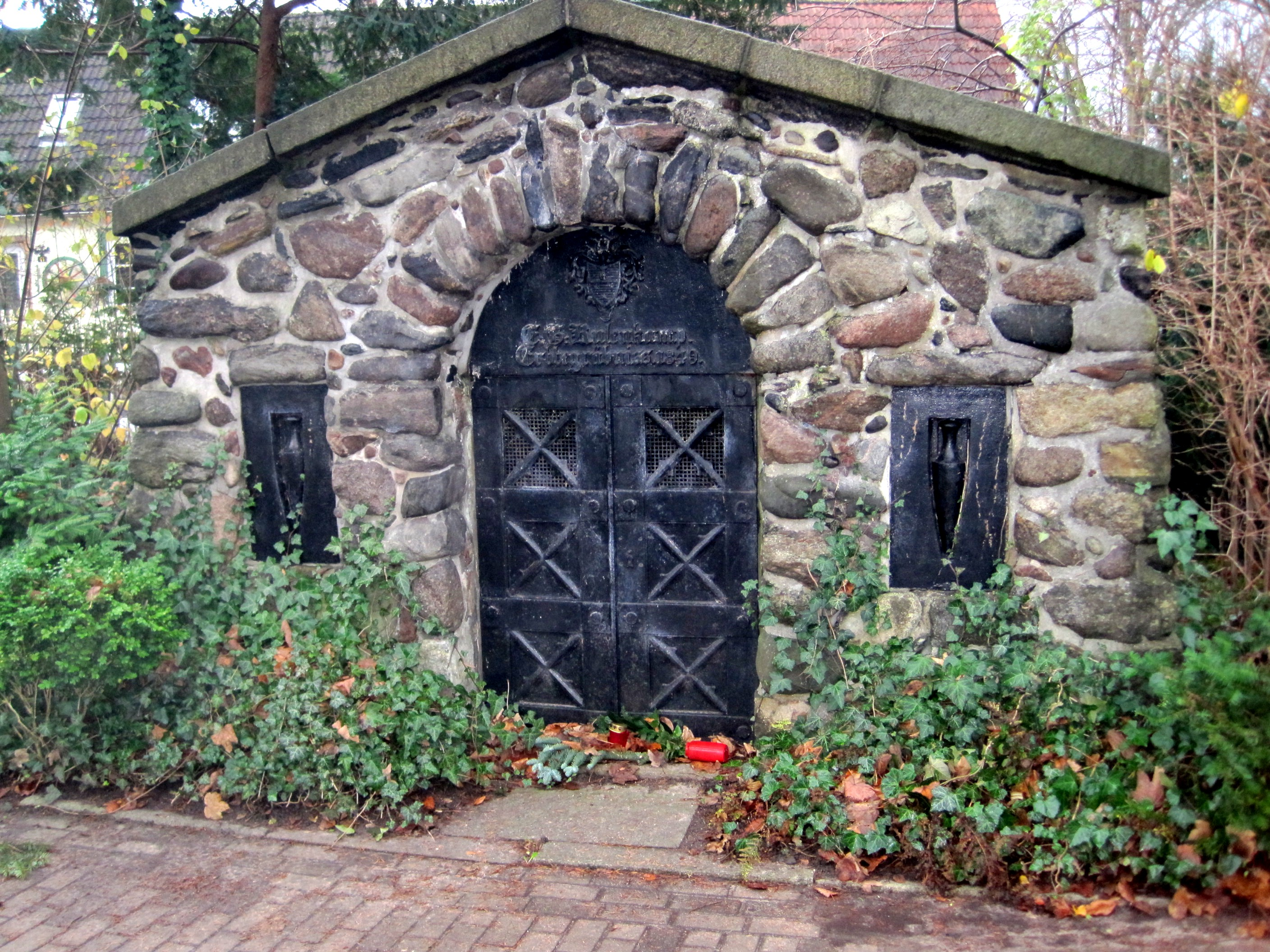
Familiengrab auf dem Burgtorfriedhof

Eugen Emil Arthur Kulenkamp (* 25. Mai 1860 in Lübeck; † 22. Mai 1933 ebenda) war Rechtsanwalt und Notar sowie Senator der Hansestadt Lübeck.

## Leben
Kulenkamp war ein Sohn des Lübecker Bürgermeisters Arthur Gustav Kulenkamp. Er besuchte das Katharineum zu Lübeck bis zum Abitur Ostern 1879 und studierte ab 1880 Rechtswissenschaften an der Universität Tübingen; hier wurde er Mitglied des Corps Suevia. Nach dem Assessorexamen 1888 in Celle wurde er noch im gleichen Jahr in seiner Heimatstadt Lübeck wie auch schon sein Vater als Rechtsanwalt und Notar zugelassen. 1897 wurde er nach dem Tod seines Vaters zum Mitglied der Bürgerschaft gewählt und war ab 1899 Mitglied des Bürgerausschusses.
Er gehörte der Anwaltskanzlei Plessing, Kulenkamp und v. Brocken an, bis der Senat ihn am 2. Januar 1902 an Stelle des im Vorjahr in den Ruhestand getretenen Heinrich Theodor Behn zum Senator wählte. Sein Bruder Eduard Kulenkamp, Landrichter am Landgericht der Freien und Hansestadt Lübeck und des Lübeckischen Fürstentums, ersuchte daraufhin den Senat um die Entlassung aus dem lübeckischen Staatsdienst, um die vakant gewordene Stelle als Rechtsanwalt und Notar einnehmen zu können. Diesem Gesuch wurde stattgegeben.
Wichtigstes seiner Senatsämter war die Oberschulbehörde, der er von 1909 bis 1924 vorsaß. Als deren Vorsitzender sprach er auf dem 1911 in Lübeck tagenden VI. Deutschen Esperanto-Kongress. Er glaubte an die Zukunft des Esperanto und unterstützte die Bestrebungen es als zukünftiges Schulfach einzuführen. Als Vorsitzender der Oberschulbehörde steuerte er als Bildungspolitiker mit die der Reformpädagogik verpflichtete Schulpolitik des Lübecker Staates und den Ausbau der Oberschule zum Dom und des Johanneum zu Lübeck als Realgymnasien. Daneben war Mitglied der Zentralarmendeputation (1909–1914), Polizeiherr (1905–1908), zuständig für das Werk- und Zuchthaus (1905–1914) und Vorsitzender der Behörde für Wohnungspflege (1905–1908).
Die Einweihungsfeier zur Nagelung des von dem Architekten Friedrich Strobelberger stilisierten eisernen Doppeladlers, dessen Rumpf sollte von da an mit schwarzen Nagelköpfen gepanzert werden, fand am 1. August 1915, dem ersten Jahrestag der deutschen Kriegserklärung, statt. Sanitätsmannschaften und Mitglieder der Vorstände des Landeskriegerverbandes Lübeck, sowie zahlreiche geladene Gäste hatten sich unter und vor den Arkaden versammelt, als um 12 Uhr mit dem Bürgermeister Eschenburg Mitglieder des Senates und der Bürgerschaft erschienen. Eschenburg bestieg die Rednerkanzel. Im Anschluss an die Rede übergab der Bürgermeister das Wappen Kulenkamp als dem Landesdelegierten der „freiwilligen Krankenpflege“. Dankend nahm er es für das Rote Kreuz in Obhut und bestieg sodann den Rednerplatz. Als Erster nahm Eschenburg mit dem Einschlag eines goldenen Nagels in die Umrahmung des Wappenschildes die Nagelung vor und der Senat sowie zahlreiche Mitglieder der Bürgerschaft, Vertreter des Offizierskorps einschließlich Oberst von Kuenheim, ebenso die leitenden Damen vom Roten Kreuz schlossen sich an.
1. November 1915Seit 1918 fungierte Senator Kulenkamp als Ständiger Senatskommissar in den Verhandlungen der Bürgerschaft. Ab 1922 war er Vorsitzender des Senatsausschusses für das Gewerbe- und Versicherungswesen. Am 29. März 1925 bat er aus Krankheitsgründen um die Versetzung in den Ruhestand, die ihm zum 12. April 1925 gewährt wurde.
Kulenkamp war Vorstand verschiedener Anstalten der Gesellschaft zur Beförderung gemeinnütziger Tätigkeit. Darüber hinaus diente er dem Deutschen Roten Kreuz seit 1907 als Landesdelegierter für die freiwillige Krankenpflege im Krieg und war Mitglied der Lübecker Sanitätskolonne. Während des Krieges oblagen ihm das Lübecker Lazarettwesen, der Bahnhofsdienst und die gesamte Sammeltätigkeit.
Er bewohnte das für ihn durch die Architekten Schöss und Redelstorff erbaute Haus Eschenburgstraße 7, das gegen Ende des Zweiten Weltkrieges als schwedische Gesandtschaft in Lübeck diente. Hier fand am 23./24. April 1945 das letzte Treffen zwischen Graf Folke Bernadotte und Heinrich Himmler statt.